# 聖公會靈愛小學
聖公會靈愛小學（英語：S.K.H. Ling Oi Primary School），為聖公會小學監理委員會四十多所屬校之一，於1934年由李益三配偶李鄭肖珍獨力創辦，位於香港新界元朗媽廟路15號。校舍面積達4,500平方米。該校現時與中國廣東省廣州市荔灣區鶴洞小學結為姊妹學校。

## 校政管理

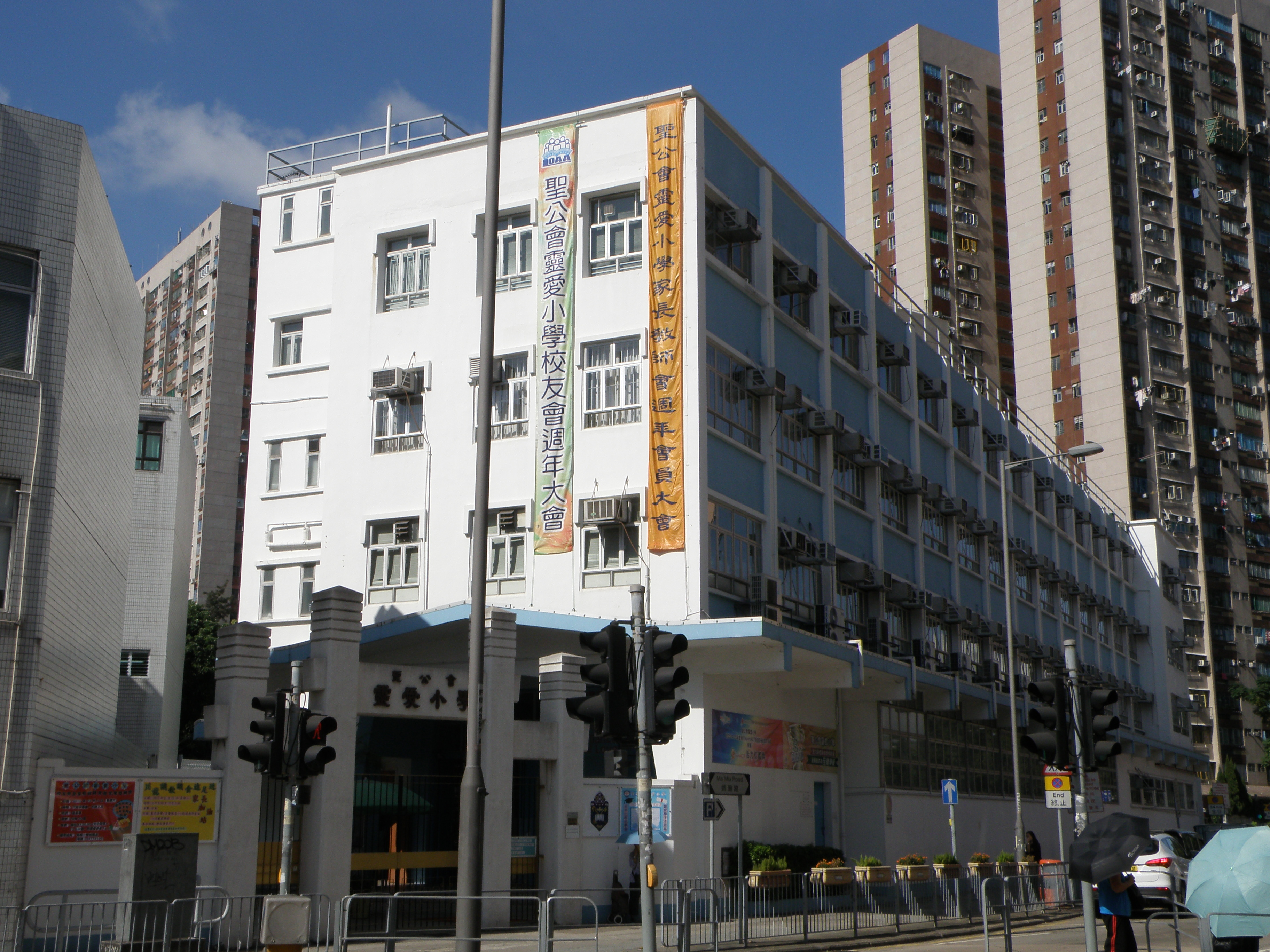
聖公會靈愛小學的校舍外觀

### 歷任校監
- 1959年至1964年：龐德明 法政牧師
- 1964年至1966年：謝博文 牧師
- 1966年至1986：張培揚 牧師[2]
- 1987年至1996年：鄺保羅 主教[3]
- 1998年至2008年：植柏燊 先生[4]
- 2009至2018年：彭培剛 牧師[5]
- 2018年至2025年：陳榮豐 牧師[6]

### 歷任校長
- 1934年至1959年：李鄭肖珍 女士
- 1960年至1964年：鍾仁勇 先生[7]
- 1965年至1991年：古路明 先生[8]
- 1992年至1993年：陳達成 先生[9]
- 1994年至1997年：李傑江 先生[9]
- 1998年至2002年：陳榮熾 先生[9]
- 2003年至2016年：戴洪芳 女士[10]
- 2017年至2021年：謝仕泉 先生[11]
- 2022年至今：翟智康 先生

### 歷任副校長
- 2000年至2004年：陳麗琴 女士[12]
- 2004年至2024年：葉明兆 先生[13]
- 2024年至今：黃玉貞 女士

## 學校歷史
李鄭肖珍於1934年在元朗逢吉鄉創立了一所私塾「靈愛草廬」，為新界元朗區的女子提供學習機會。後來在1957年，當時擔任該校校長的鄭肖珍把學校交予香港聖公會接辦理。教區便向政府申請將之轉成為一所資助半日制小學，並由白約翰會督及助理教育司何雅明主持元朗媽廟路十五號校舍開幕儀式。整個新校籌建過程始於1964年。而有關申請於1966年獲教育署批准。1968年由建築師孫翼民完成圖則定稿後，在1969年3月施工。竣工前，學生在1957年至1969年間於聖馬提亞堂上課。自校舍於1969年9月建成以來，學校的規模不斷擴張。校園初年只有12個課室。校方在1974年開辦了合共24班上、下午班小一至小六年級。及後在2002年獲政府撥出天水圍的地皮用作興建「聖公會天水圍靈愛小學」，讓原來靈愛小學的下午校學生於新校舍上課。該校在2003年起逐漸過渡至全日制。在2008年正式轉為12班全日制班級。
至於校服設計方面，聖公會靈愛小學的校服上設計了藍白衣領；該設計源於學校第三任校長古路明希望每一個靈愛小學的學生在長大成人後，無論從事藍領或白領工作，皆要成為對社會有貢獻的人才。校名「靈愛」則取自《聖經》約翰一書第四章第13節「上帝將他的『靈』賜給我們，從此就知道我們住在他裏面，他也住在我們裏面。」數句以及第16節中「上帝『愛』我們的心」一句。

## 校園設施
校舍樓高四層，有12個課室。課室全部已安裝了空調、電腦、實物投映機和音響系統等多媒體教學設施；並設有校務處、教員室、小賣部、資訊科技學習中心、中央圖書館、英語室、視覺藝術室、音樂室、綜合活動室、輔導主任室、操場及裝有空調的禮堂等。禮堂設有A至Z 26行方便排隊，柱身亦有英文字方便學生。

## 班級編制
一至六年級屬全日制，每級均有2班，分別為「仁班」及「信班」。於2008-2009年度前一至六年級均屬半日制，每級均有4班，分別為上午校的「仁班」及「信班」和下午校的「志班」及「忠班」。

## 著名/傑出校友
- 鄧淑明，JP（1981年小六）：香港大學計算機科學系榮譽教授、2006年香港十大傑出青年，前葵青區議會委任議員[19]
- 李穎詩（1988年小六）：前香港游泳代表隊成員、1994年日本廣島亞運會游泳銀牌得主 [20]
- 胡樂勤（2006年小六）：香港男子排球代表隊成員[21]
- 羅棹騫（2008年小六）：香港壁球代表隊成員[22]
- 柴文瀚（1989年小六上午校）：前香港南區區議會華富北選區議員、香港民主黨中委及香港島支部主席
- 盛勁為（2002年小六上午校）：香港男藝人[12]
- 蒙嘉慧（1985年小六）：香港女演員[23]

## 外部連結
- 聖公會靈愛小學校網 （页面存档备份，存于）
- 聖公會靈愛小學校友會